# Sachin Bhowmick

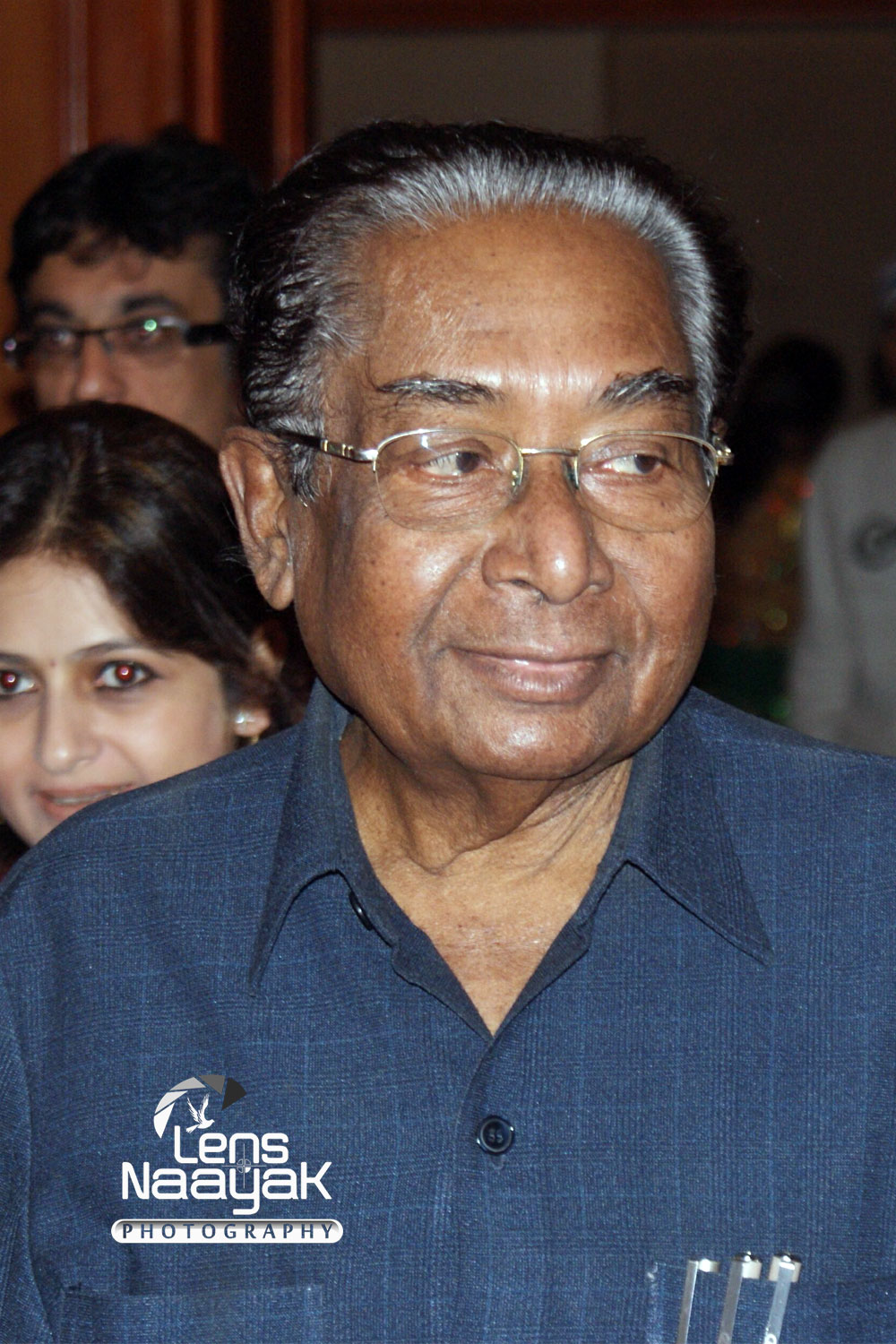
Sachin Bhowmick, 2009

Sachin Bhowmick (Bengalisch: শচীন ভৌমিক, Śacīn Bhaumik; * 17. Juli 1930 in Kolkata; † 12. April 2011 in Mumbai) war ein indischer Drehbuchautor. Er war an etwa 100 Filmproduktionen beteiligt, bei einem Film führte er auch Regie.

## Leben
Sachin Bhowmick ging Ende der 1950er Jahre von Kolkata nach Mumbai und ersetzte dort in einem Film den Autor Premendra Mitra. Seine erste Arbeit entstand 1958 für den Film Lajwanti mit Nargis in der Hauptrolle. Für Hrishikesh Mukherjees Anuradha (1961) verwendete er eine Kurzgeschichte, die er bereits in einem bengalischen Magazin veröffentlicht hatte. Nach Aussage in seiner Autobiografie ließ sich Bhowmick dabei von Flauberts „Madame Bovary“ inspirieren.
Neben Filmromanzen schrieb Bhowmick auch Thriller und Komödien, er arbeitete neben Hrishik Mukherjee auch für Nasir Hussain, Subhash Ghai und Rakesh Roshan. Seine einzige eigene Filmregie verwirklichte er 1973 mit Raja Rani mit Rajesh Khanna und Sharmila Tagore in den Hauptrollen. Er wurde für Brahmachari mit einem Filmfare Award für die beste Story ausgezeichnet und erhielt in dieser Kategorie auch Nominierungen für Aradhana (1969) und Pehchan (1970).
2003 machte er eine Verleumdungsanzeige gegen die britische Bestsellerautorin Barbara Taylor Bradford, nachdem diese ihn wegen Urheberrechtsverletzung bezüglich einer Fernsehseifenoper verklagt hatte.
Bhowmick starb im Alter von 80 Jahren in seinem Haus in Bandra, Mumbai an Herzversagen.

## Filmografie
| - 1958: Lajwanti - 1961: Mem-Didi - 1961: Chhaya - 1961: Anuradha - 1964: Ziddi - 1964: Ayee Milan Ki Bela - 1964: Majboor - 1965: Janwar - 1966: Aaye Din Bahar Ke - 1966: Love in Tokyo - 1967: An Evening in Paris - 1968: Brahmachari - 1969: Tumse Achha Kaun Hai - 1969: Ek Shriman Ek Shriman - 1969: Aya Sawan Jhoom Ke - 1969: Aradhana - 1970: Tum Haseen Main Jawan - 1970: Pehchan - 1970: Aan Milo Sajna - 1971: Naya Zamana - 1971: Jawan Muhabat - 1971: Caravan - 1971: Andaz - 1971: Preetam - 1972: Be-Imaan - 1972: Aankhon Aankhon Mein - 1973: Raja Rani (auch Regie) - 1973: Jugnu - 1974: Dost - 1975: Khel Khel Mein - 1975: Warrant - 1975: Aakraman - 1976: Barood - 1976: Bhanwar - 1976: Zindagi - 1977: Chalta Purza - 1977: Hum Kisi Se Kum Nahin - 1978: Azaad - 1978: Trishna - 1979: Gol Maal - 1980: Do Aur Do Paanch - 1980: Karz - 1980: Aanchal - 1981: Aas Paas - 1981: Jail Yatra - 1981: Zamaane Ko Dikhana Hai - 1982: Bemisal - 1983: Kissi Se Na Kehna | - 1983: Nastik - 1983: Achha Bura - 1984: Karishmaa - 1984: Jagir - 1984: Manzil Manzil - 1984: Andar Baahar - 1984: Zameen Aasmaan - 1985: Saheeb - 1985: Zabardast - 1985: Ek Se Bhale Do - 1985: Faasle - 1986: Jhoothi - 1986: Karma - 1986: Aap Ke Saath - 1988: Namumkin - 1989: Aag Se Khelenge - 1989: Kanoon Apna Apna - 1991: Dushman Devta - 1991: Saudagar - 1992: Nishchaiy - 1992: Deedar - 1994: Yeh Dillagi - 1994: Chaand Kaa Tukdaa - 1994: Main Khiladi Tu Anari - 1994: Amaanat - 1994: Ikke Pe Ikka - 1994: Zakhmi Dil - 1995: Saajan Ki Baahon Mein - 1995: Bewafa Sanam - 1995: Karan Arjun - 1996: Dastak - 1996: Daraar - 1996: Aatank - 1997: Glut der Rache – Koyla - 1998: Dushman - 1998: Jhooth Bole Kauwa Kaate - 1998: Soldier - 1998: Achanak - 1998: Aunty No. 1 - 1998: Keemat: They Are Back - 1999: Taal - 1999: Aa Ab Laut Chalen - 2000: Karobaar: The Business of Love - 2003: Sternenkind – Koi Mil Gaya - 2005: Kisna – Im Feuer der Liebe - 2006: Krrish - 2008: Black & White - 2008: Yuvraaj |